# Кисслинг, Штефан
Ште́фан Ки́сслинг (нем. Stefan Kießling; род. 25 января 1984, Лихтенфельс) — немецкий футболист, нападающий.
Являлся воспитанником «Нюрнберга», в составе которого выступал с 2002 по 2006. С 2006 являлся игроком «Байера», отыграв за девять лет более 350 матчей в составе «аспириновых». Являлся одним из самых эффективных игроков в истории Бундеслиги, забив 100 мячей в 260 играх и 130 мячей в 328 играх. Лучший бомбардир немецкой Бундеслиги 2013 года. Являлся признанным мастером единоборств: в течение отрезка с 2006 по 2011 года выиграл 2567 единоборств — больше чем любой другой игрок в рамках немецкого первенства.
Некоторое время вызывался в сборную Германии, участник мирового первенства 2010 года.

## Биография
Родился в обеспеченной спортивной семье. Его дед был совладельцем «Айнтрахта», а отец выступал в этой команде в качестве голкипера. В детстве Штефан болел за лондонский «Арсенал» и родители всерьёз подумывали отправить его на обучение в академию лондонского клуба, однако впоследствии мальчик поступил в школу «Айнтрахта», где и прошёл всю необходимую подготовку. Изначально Кисслинг пошёл по стопам отца и играл на ленточке ворот, однако его рост и высокая стартовая скорость идеально подходили для форварда. В 15 лет он должен был сделать выбор между обучением профессии шеф-повара или стать профессиональным футболистом. Хотя он заявил, что «приготовление пищи по-прежнему очень весело», но он выбрал футбол. Штефан также любит музыку, а его любимые исполнители Bon Jovi и Брайан Адамс.
Кисслинг и его жена Норина поженились 29 декабря 2008 года на гражданской церемонии в Вилла Рёмер в Опладене. У пары есть двое детей, Хейли-Милу и Тайлер. В 2012 году выпустил свою собственную книгу: «Кулинарные рецепты успеха». Изначально предполагалось, что она будет распространена исключительно среди друзей и знакомых, однако впоследствии было продано свыше 1000 экземпляров, а все деньги направлены в социальный институт Леверкузена.

## Клубная карьера
В 17-летнем возрасте Кисслинг был куплен фарм-клубом «Нюрнберга», где и продолжил свою карьеру. В составе юношеской команды «клуба» (прозвище Нюрнберга) отыграл три сезона и помог ей выйти из региональной лиги Юг в высший юниорский дивизион, а затем и выиграть его. В 2002 году Кисслинг подписал контракт на шесть лет с первой командой «Нюрнберга». 26 марта 2003 года он дебютировал в матче Бундеслиги против «Гамбурга» (0:4). Параллельно выступал в дубле «клуба», забив 13 голов в 21 игре. Вылет «Нюрнберга» из высшего дивизиона по итогам сезона 2003/04 способствовал закреплению игрока в стартовой обойме команды. Первый гол Кисслинг забил в рамках Второй Бундеслиги, поразив ворота «Гройтер Фюрта» (2:2). К сезону 2005/06 немецкий форвард стал главной движущей силой «Нюрнберга» и наколотил 10 голов в 31 матче Бундеслиги. Команда вновь боролась за выживание, но благодаря ряду важнейших голов Штефана заняла спасительное 14-е место.
Всего за «Нюрнберг» сыграл 77 матчей во всех соревнованиях, в ходе которых ему удалось забить 17 голов.

### «Байер 04»
Летом 2006 года Кисслингом заинтересовался лондонский «Арсенал». Казалось, мечта детства вот-вот сбудется, однако Кисслинг принял тяжёлое решение остаться на родине и пополнил ряды «Байера». Контракт с «фармацевтами» был подписан на четыре года и впоследствии был несколько раз продлён. 12 августа 2006 года Кисслинг дебютировал в составе «Байера» в матче против «Алемании» (3:0). Кисслинг не мог забить за новую команду на протяжении 13-ти матчей, пока в конце ноября не отметился важным голом в поединке против «Баварии». Впрочем, действующий чемпион Германии все равно победил 3:2, однако немцу этот мяч добавил уверенности. Во втором круге Кисслинг продолжил забивать, отметившись семью мячами в течение трёх месяцев. На счету Кисслинга были два важнейших гола, забитых в матчах против «Боруссии» (оба завершились со счётом 2:1 в пользу «Байера»). Сезон 2007/08 получился для «Байера» провальным: команда заняла всего седьмое место в Бундеслиге, вылетела в первом раунде Кубка Германии, а также дошла лишь до четвертьфинала Кубка УЕФА. Штефан забивал не так часто, как этого хотели от него, поэтому и не являлся основным форвардом «фармацевтов».

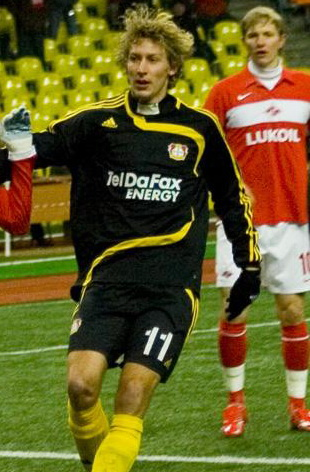
Кисслинг в форме «Байер 04» (2007)

Вскоре после окончания сезона Кисслинг подписал новое соглашение с клубом до 2012 года, выбив для себя полуторное увеличение зарплаты. В сезоне 2008/09 «Байер» финишировал лишь в середине турнирной таблицы, но зато добрался до финала Кубка Германии, где уступил «Вердеру». Кисслинг выдал очередной ничем не примечательный сезон, забив 14 голов в 40 матчах, два из которых приходились на Кубок Германии. Накануне пятого сезона Кисслинга в «Байере» появились слухи об уходе игрока в другую команду. Его дела в стане «фармацевтов» шли не лучшим образом: болельщики то и дело критиковали его за невнятную реализацию моментов, а тренер однажды заявил, что не может положиться на Кисслинга в ответственных матчах. Тем не менее, сам игрок отмечал, что не собирается покидать расположение «фармацевтов». А уже с первых игр сезона 2009/10 немецкий форвард стал лидером «Байера». Он забил в шести стартовых турах, а «Байер» начал чемпионат с пяти побед в шести матчах. До конца первого круга Кисслинг оформил хет-трик в ворота «Штутгарта» (4:0), а также отличался ещё в шести встречах. Во втором круге Штефан забивал чуть меньше, но зато отметился сразу восемью голевыми передачами, став лучшим ассистентом чемпионата среди нападающих. Всего же в этом сезоне Штефан забил 21 мяч и раздал 9 голевых передач. В бомбардирской гонке Кисслинг до последнего соревновался с Эдином Джеко и в итоге уступил боснийцу всего в один мяч. Впрочем, едва ли Кисслинг долго сожалел о данной неудаче, ведь спустя 2 недели после окончания сезона он попал в окончательную заявку сборной Германии для поездки на мировое первенство в ЮАР. Накануне сезона 2010/11 в «Байер» перебрался опытнейший форвард Михаэль Баллак. Так как много лет до этого «фармацевты» играли исключительно в одного центрального форварда, возник резонный вопрос, как будут уживаться Кисслинг и Баллак в одной команде. Новый сезон Штефан начал с дубля в кубковом матче против клуба «Пирмазенс» (11:1). Однако затем он получил небольшую травму и был вынужден пропустить две недели. До конца сезона Кисслинг так и не сумел выйти на пик своей формы, играя лишь эпизодические роли. Вместе с клубом добрался до 1/8 финала Лиги Европы, где уступил «Вильярреалу».
Летом 2011 года Кисслинга хотели приобрести многие английские клубы во главе с «Ливерпулем» и «Эвертоном». Однако 28-летний форвард очередной раз продлил соглашение с «фармацевтами». Сезон 2011/12 получился для Кисслинга неоднозначным. В первом круге он забивал мало, но уже после зимнего перерыва разразился двумя дублями и одним хет-триком. По системе гол+пас форвард заработал 21 очко, став одним из самых результативных игроков чемпионата. В этом же сезоне Штефан впервые сыграл в Лиге чемпионов, где забил один гол и вышел в плей-офф. Впрочем, дальше уже последовала всем известная история с разгромом 10:2 от «Барселоны».

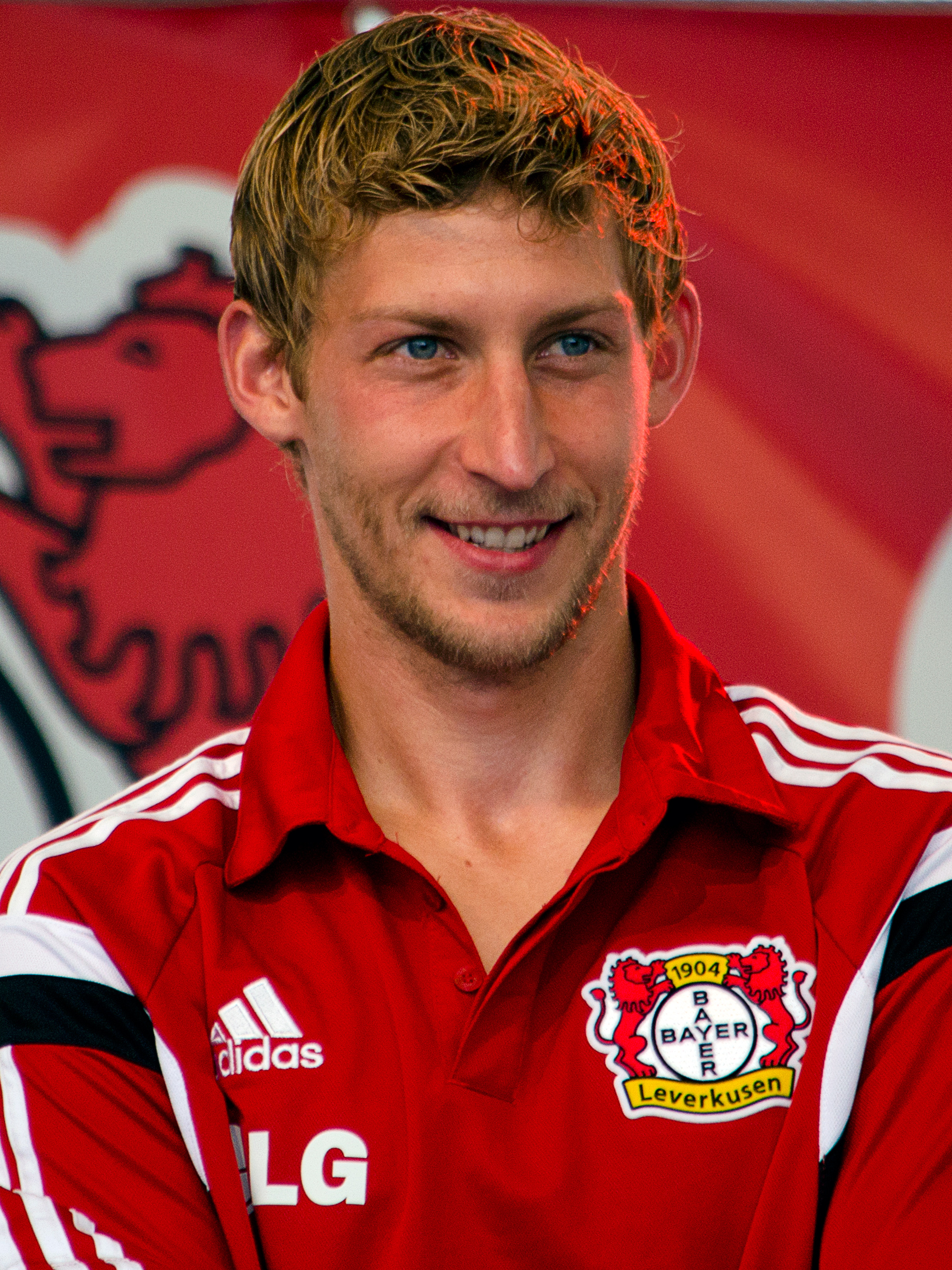
Кисслинг в 2014 году

Как затем оказалось, Кисслинг не способен поддерживать высокую результативность, однако если для игрока все начинает складываться удачно, то он может в одиночку затащить «Байер» на высшие места в турнирной таблице, а также выиграть гонку бомбардиров. Именно это случилось в сезоне 2012/13. Штефан забил в двух стартовых встречах сезона, а затем забивал практически в каждом туре, доведя счёт до 25. Особенно хорошим выдался второй отрезок сезона, в котором Штефан забил 16 голов, выдав серию из восьми результативных матчей на финальном отрезке чемпионата. Этот сезон, наверное, получился самым интересным в карьере Кисслинга. К примеру, гонка бомбардиров была выиграна лишь на последней минуте последнего тура Бундеслиги. Кисслинг поразил дальним ударом ворота «Гамбурга» (1:0) и обогнал на один мяч лучшего бомбардира дортмундской «Боруссии» Роберта Левандовски. Штефан стал рекордсменом «Байера» по количеству забитых мячей за один сезон. Наконец, в противостоянии с мёнхенгладбаховской «Боруссией» он записал на свой счёт сотый гол в рамках Бундеслиги, потратив на это всего 260 матчей. Летом 2013 года за Штефаном выстроилась очередь из европейских клубов. Немцем активно интересовались «Фиорентина», «Бавария», «Боруссия Дортмунд» и «Эвертон», однако очередной раз Штефан продемонстрировал преданность своей команде, продлив соглашение до 2017 года. 18 октября 2013 года Штефан забил знаменитый гол-фантом в поединке против «Хоффенхайма». На 70-й минуте встречи форвард удачно подстроился под навес Гонсало Кастро и переправил мяч в сетку с внешней стороны. Снаряд попал точно в отверстие и закатился в ворота. В результате гол был засчитан и стал победным. Впоследствии форвард извинился за данный гол, отметив, что не любит побеждать нечестным путем. В этом сезоне Штефан забил 19 голов, 2 из которых пришлись на матч Лиги чемпионов против «Шахтёра» (4:0).
Сезон 2014/15 Кисслинг начал с пента-трика в матче Кубка Германии против «Вальдалегесхайма». Затем забил три мяча в двухраундовом противостоянии квалификации Лиги чемпионов против «Копенгагена» (3:2). В первом круге чемпионата Германии забивал мало, поэтому закономерно потерял место в основе. 17 марта 2015 года «Байер» были близок к выходу в четвертьфинал Лиги чемпионов, однако Штефан в числе трёх других своих одноклубников не реализовал удар в серии послематчевых пенальти против «Атлетико».

## Карьера в сборной
Кисслинг играл в молодёжной сборной Германии. 8 февраля 2005 года дебютировал в этой команде в товарищеском поединке против сверстников из Уэльса (4:0). Перед своим вторым выходом на поле Кисслинг забыл бутсы в отеле, поэтому ему пришлось взять обувь у вратаря Михаэля Рензинга. Впоследствии провёл в этой команде 15 матчей и забил 4 гола, трижды появившись на поле в качестве капитана.
За взрослую национальную сборную дебютировал 28 марта 2007 года в товарищеском матче против сборной Дании (1:0). Получил футболку с девятым номером, заменив в сборной Майка Ханке. Однако закрепиться в команде не сумел, сыграв свой следующий матч лишь в феврале 2009 года. Вскоре немецкие СМИ встали на защиту Кисслинга, обвинив Йоахима Лёва в боязни пускать в основу молодёжь. Кисслинг вошёл в список из 23 игроков, включенных в состав сборной на Чемпионат мира по футболу 2010 года. Футболист вышел на замену в двух матчах мундиаля. Впоследствии стал бронзовым призёром мирового первенства, а также удостоился серебряного лаврового листа у себя на родине. Накануне чемпионат Европы 2012 года Кисслинг вновь блистал у себя на родине, однако Лёв даже не включил его в расширенный список сборной Германии. Вскоре после этого Кисслинг отметил, что не сыграет в сборной, пока её возглавляет Йоахим Лёв.

## Достижения

### Командные
«Нюрнберг»
- Победитель Второй Бундеслиги: 2003/04

Сборная Германии
- Бронзовый призёр чемпионата мира: 2010

### Личные
- Лучший бомбардир Бундеслиги: 2013[42]
- Лучший бомбардир Кубка Германии по футболу (6 голов): 2014-15
- Игрок месяца в Бундеслиге: август 2009

## Статистика выступлений
| Клуб                    | Сезон            | Лига | Лига | Кубки | Кубки | Еврокубки | Еврокубки | Итого | Итого |
| Клуб                    | Сезон            | Игры | Голы | Игры  | Голы  | Игры      | Голы      | Игры  | Голы  |
| ----------------------- | ---------------- | ---- | ---- | ----- | ----- | --------- | --------- | ----- | ----- |
| Нюрнберг                | 2002/03          | 1    | 0    | 0     | 0     | 0         | 0         | 1     | 0     |
| Нюрнберг                | 2003/04          | 14   | 2    | 0     | 0     | -         | -         | 14    | 2     |
| Нюрнберг                | 2004/05          | 27   | 3    | 2     | 1     | 0         | 0         | 29    | 4     |
| Нюрнберг                | 2005/06          | 31   | 10   | 2     | 1     | 0         | 0         | 33    | 11    |
| Нюрнберг                | Итого            | 73   | 15   | 4     | 2     | 0         | 0         | 77    | 17    |
| Нюрнберг II (фарм-клуб) | 2002/03          | 1    | 1    | -     | -     | -         | -         | 1     | 1     |
| Нюрнберг II (фарм-клуб) | 2003/04          | 13   | 9    | -     | -     | -         | -         | 13    | 9     |
| Нюрнберг II (фарм-клуб) | 2004/05          | 6    | 3    | -     | -     | -         | -         | 6     | 3     |
| Нюрнберг II (фарм-клуб) | 2005/06          | 1    | 0    | -     | -     | -         | -         | 1     | 0     |
| Нюрнберг II (фарм-клуб) | Итого            | 21   | 13   | 0     | 0     | 0         | 0         | 21    | 13    |
| Байер 04                | 2006/07          | 32   | 8    | 2     | 0     | 10        | 0         | 44    | 8     |
| Байер 04                | 2007/08          | 31   | 9    | 1     | 0     | 12        | 7         | 44    | 16    |
| Байер 04                | 2008/09          | 34   | 12   | 6     | 2     | 0         | 0         | 40    | 14    |
| Байер 04                | 2009/10          | 33   | 21   | 2     | 0     | 0         | 0         | 35    | 21    |
| Байер 04                | 2010/11          | 22   | 7    | 1     | 2     | 6         | 0         | 29    | 9     |
| Байер 04                | 2011/12          | 34   | 16   | 1     | 0     | 8         | 1         | 43    | 17    |
| Байер 04                | 2012/13          | 34   | 25   | 3     | 1     | 6         | 1         | 43    | 27    |
| Байер 04                | 2013/14          | 32   | 15   | 4     | 2     | 7         | 2         | 43    | 19    |
| Байер 04                | 2014/15          | 34   | 9    | 4     | 6     | 10        | 4         | 48    | 19    |
| Байер 04                | 2015/16          | 30   | 5    | 4     | 3     | 9         | 0         | 43    | 7     |
| Байер 04                | 2016/17          | 20   | 4    | 1     | 0     | 3         | 0         | 24    | 4     |
| Байер 04                | 2017/18          | 8    | 0    | 0     | 0     | 0         | 0         | 8     | 0     |
| Байер 04                | Итого            | 344  | 131  | 29    | 16    | 71        | 15        | 444   | 162   |
| Всего за карьеру        | Всего за карьеру | 438  | 159  | 33    | 18    | 71        | 15        | 542   | 192   |